# Roberto Mirri
Roberto Mirri (Imola, 21 augustus 1978) is een Italiaanse voetballer die bij voorkeur als verdediger speelt.
Mirri stroomde in 1997 door vanuit de jeugd van Fiorentina. Nadat hij ook onder contract stond bij Empoli en verhuurd werd aan Catania, ging hij in 2004 zijn eerste buitenlandse avontuur aan, in België. Mirri speelde van 2004 tot en met 2009 voor RAEC Mons. Toen de club degradeerde naar de Tweede klasse, keerde hij terug naar Italië om voor Südtirol te gaan spelen.
In de periode 1998-1999 speelde Mirri twee wedstrijden in de U-21 van Italië.

## Carrière
- 1986-1997:  Fiorentina (jeugd)
- 1997-1999:  Fiorentina
- 1999-2003:  Empoli
  - 2002-: →  Catania
- 2004-2009:  RAEC Mons
- 2009-2011:  Südtirol